# Abiword
Abiword, i marknadsföringssyfte skrivet AbiWord, kom ursprungligen den 1 december 1998 är en fri ordbehandlare som är tillgänglig under licensen GPL-2.0-or-later för GNU/Linux, Mac OS, Microsoft Windows, ReactOS, SkyOS, QNX och andra operativsystem.
Abiword har flera import-/exportfilter, inkluderande RTF, HTML, OpenOffice.org, Microsoft Word och Latex. Det egna filformatet använder  XML.
Abiword innehåller en plugin för Wikipedia.

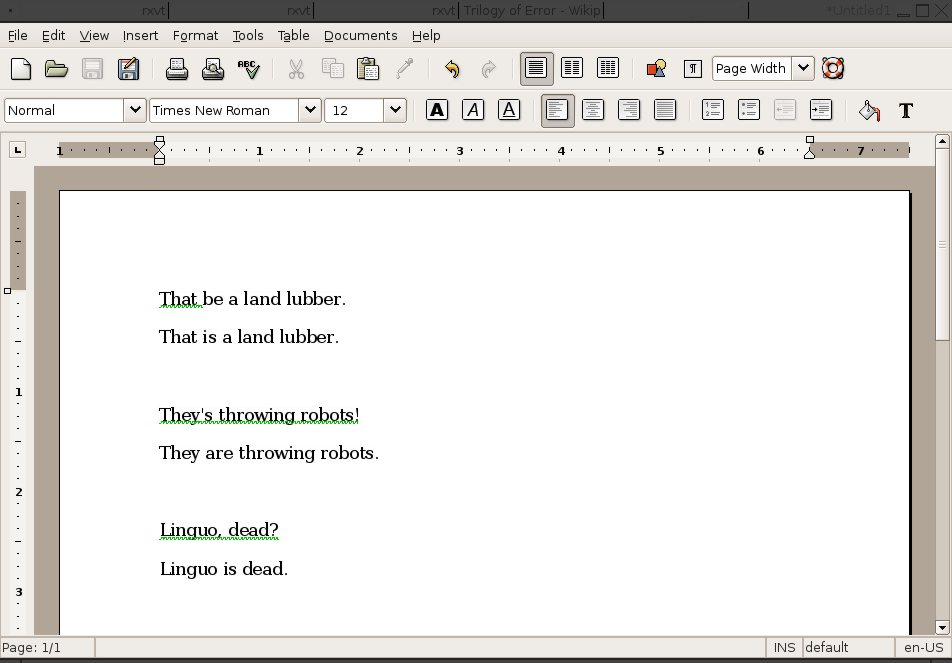
AbiWord 2.4 kontrollerar engelska grammatik med hjälp av Link grammar.